# Osiecz Wielki
Osiecz Wielki – wieś w Polsce położona w województwie kujawsko-pomorskim, w powiecie włocławskim, w gminie Boniewo. We wsi znajdują się m.in.: dwór z połowy XIX wieku, a także spichlerz, oficyna, park z ogrodzeniem, pawilon ogrodowy oraz w ruinie stajnia i wozownia.
W latach 1954–1961 wieś była siedzibą gromady Osiecz Wielki, po jej zniesieniu w gromadzie Boniewo. W latach 1975–1998 miejscowość administracyjnie należała do województwa włocławskiego.
Według Narodowego Spisu Powszechnego (III 2011 r.) liczyła 413 mieszkańców. Jest drugą co do wielkości miejscowością gminy Boniewo.